# Katrin Sjögren

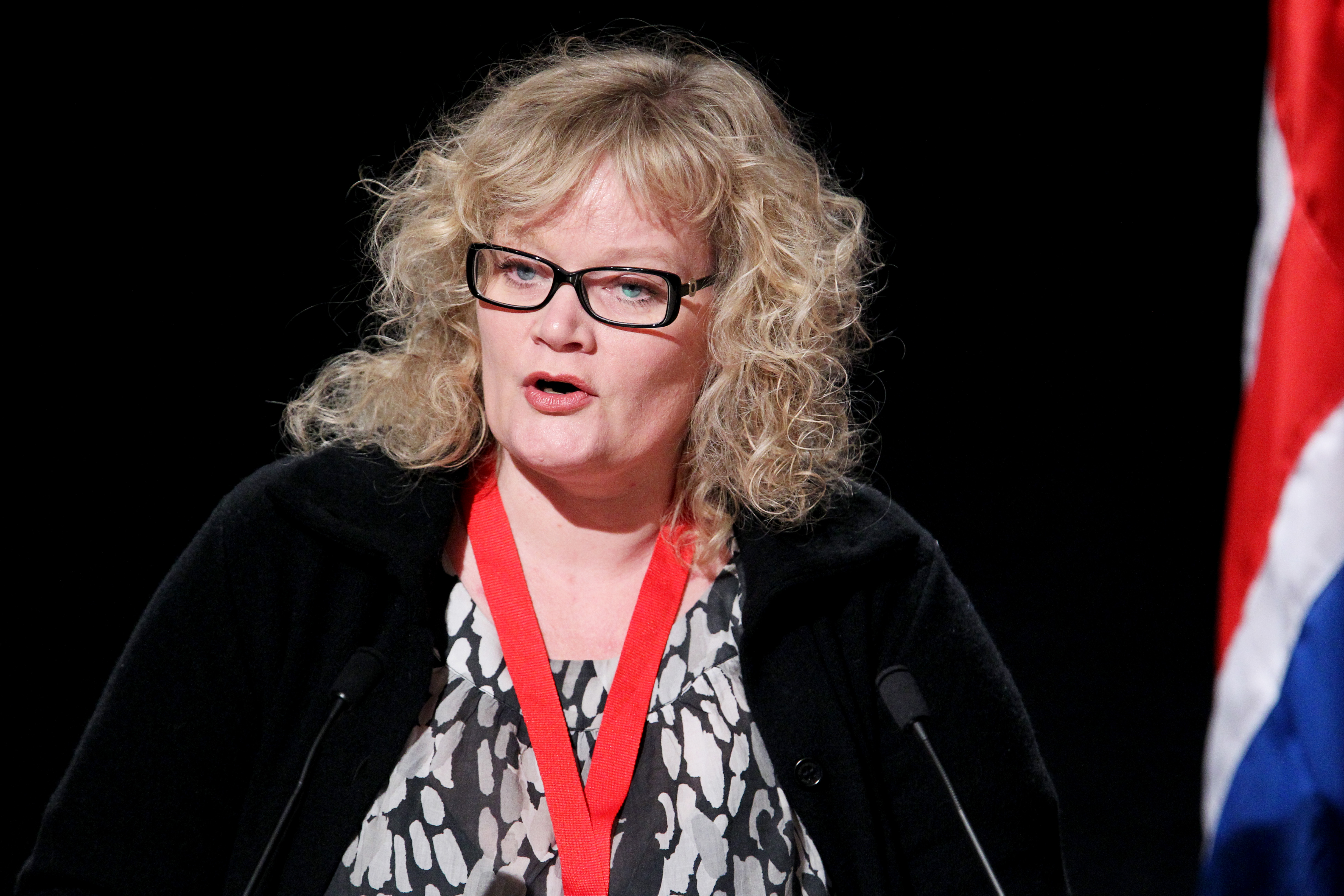
Katrin Sjögren auf einer Sitzung des Nordischen Rats 2010

Katrin Sjögren (* 2. Februar 1966) ist eine Politikerin (Lib) auf den autonomen finnischen Åland-Inseln. Sie war von 2015 bis 2019 Lantråd von Åland, im Dezember 2023 wurde sie erneut gewählt. Daneben ist sie seit 2012 die Parteivorsitzende ihrer Partei.
Bei der Parlamentswahl 2003 ist sie Abgeordnete des Lagtings geworden und gehört diesem seitdem ununterbrochen an. Zwischen 2007 und 2011 war sie Ministerin für Soziales und Umwelt unter der Ministerpräsidentin Viveka Eriksson (Lib), die eine Koalition mit dem Åländischen Zentrum anführte. Sie lebt mit ihrem Ehemann Anders Eriksson in Mariehamn und hat drei Kinder.